# Gustav Stålhammar
Gustav Henrik Stålhammar, född 1983 i Malmslätt, Linköping, är en svensk docent, läkare och författare, bosatt i Stockholm.

### Tidningsartiklar
- Gustav Stålhammar: Gästen, Östgöta Correspondenten 2013 [6]
- Medicinare med skrivmani, Ergo 2009 [7]
- Rädslan blev en debutroman, UNT 2009 [8]
- Gustav Stålhammar skrev av sig, Östgöta Correspondenten 2009 [9]